# Camí de Pregona
El Camí de Pregona és una pista rural del terme municipal de Sant Quirze Safaja, a la comarca del Moianès.
Arrenca de la carretera C-59, en el seu punt quilomètric 28, just a la cruïlla d'aquesta carretera amb la BV-1341, des d'on surt cap al sud-oest. Segueix la vora dreta del torrent que baixa de Pregona, i en poc més de 500 metres mena a aquesta masia.